# Servizio ferroviario suburbano di Stoccolma
Stockholms pendeltåg è un servizio ferroviario suburbano di Stoccolma, composto da 7 linee. Cuore del sistema è il passante ferroviario di Stoccolma, inaugurato nel 2017.
A partire dal 18 giugno 2006 la Storstockholms Lokaltrafik della Contea di Stoccolma ha affidato la gestione del servizio all'operatore Stockholmståg, società di proprietà delle Ferrovie dello Stato svedesi; la gestione è passata dal 2016 alla filiale europea della MTR Corporation.
È collegato alla rete della metropolitana presso le stazioni di T-Centralen, Odenplan, Sundbybergs centrum e Farsta strand. Lungo il tracciato sono presenti interscambi con altri servizi di trasporto, come il Tvärbanan presso Årstaberg, l'aeroporto di Stoccolma-Arlanda o stazioni con treni a lunga percorrenza.

## Storia
Alcuni treni locali erano operativi sulle ferrovie vicino a Stoccolma dalla fine del XIX secolo. Inizialmente, i servizi ferroviari locali erano parte delle Ferrovie dello Stato ma, verso la fine degli anni 1960, la responsabilità di questi servizi è stato trasferita alla Contea di Stoccolma. Furono acquistati nuovi treni e modernizzate le stazioni, con l'obiettivo di rendere le linee più simili a un sistema metroviario. Il servizio è entrato in funzione il 12 maggio 1968: originariamente il nome era SL förortståg, per poi diventare SL lokaltåg, fino ad arrivare all'attuale Stockholms pendeltåg in uso a partire dagli anni 1980.
Nel suo primo anno di attività, c'era solo un percorso che andava da Södertälje a Kungsängen via stazione centrale di Stoccolma. Il 1º giugno 1969 entrò in funzione un ramo diretto a Märsta. Nel 1975 aprì un nuovo collegamento diretto a Västerhaninge, che a sua volta era già collegato alla cittadina di Nynäshamn attraverso la ferrovia Nynäsbanan. Dal 1986 fino al 1996 sono stati eseguiti alcuni miglioramenti: il numero dei binari è stato raddoppiato sia nei tratti a binario unico che in quelli a binario doppio, e la frequenza delle corse è stata gradualmente aumentata. Dal 2001 in poi, la maggior parte delle stazioni sono servite da treni ad intervalli regolari di 15 minuti, con treni aggiuntivi nelle ore di punta. Nello stesso anno è stata aperta l'ultima estensione, tra Kungsängen e Bålsta. Nel 2006 è stata inaugurata la stazione di Årstaberg, per permettere un interscambio con il Tvärbanan. Un'altra stazione, quella di Gröndalsviken,  Il 18 agosto 2008 ha aperto una stazione sul tratto Västerhaninge-Nynäshamn. A partire dal 9 dicembre 2012 i treni fermano anche presso la stazione dell'aeroporto di Arlanda. Il sistema è stato completato nel 2017 con l’apertura del passante composto dalle tre stazioni sotterranee di Stoccolma Sud, Stoccolma City e Stoccolma Odenplan, abbandonando il percorso di superficie.

## Linee
La rete si compone di 7 linee:
- J 40 Uppsala C - Södertälje C
- J 41 Märsta - Södertälje C
- J 42 Märsta - Nynäshamn
- J 43 Bålsta - Nynäshamn
- J 44 Bålsta - Södertälje
- J 45 Uppsala C - Nynäshamn
- J 48 Södertälje C - Gnesta